# پر ساندال یورنسن
پر ساندال یورنسن (انگلیسی: Per Sandahl Jørgensen؛ زادهٔ ۲ اوت ۱۹۵۳) دوچرخه‌سوار اهل دانمارک است.